# Караколь (озеро, Мангистауская область)
Караколь (каз. Қаракөл) — искусственный водоём (водохранилище) на юго-западе Казахстана, в 10 км к юго-востоку от города Актау, на территории Мангистауской области. Расположено на восточном берегу Каспийского моря, от которого отделено узкой низкой дамбой, к северо-западу от впадины Карагие. Длина до 10—12 км при ширине 1,5—2 км. Площадь более 5000 га. Глубина до 1 м.
Озеро Караколь образовалось как отстойник Мангистауского атомно-энергетического комбината в 1967 году (по другим данным в 1968 году) в результате затопления сбросовыми водами промышленных предприятий города Шевченко (ныне Актау) солончака (сора) Каракольсор или Каракольшор, протянувшегося на десятки километров вдоль побережья Каспийского моря. В результате образовался обширный проточный мелководный водоём, протяжённостью около 18 км (10 км) и шириной до 4—5 км (5—6 км), общей площадью 4,5 тысяч га, с многочисленными островками. Островки и западный берег заросли тростником. Это создало благоприятные условия для гнездования, зимовки и отдыха на пролете для огромного количества разнообразных околоводных птиц. Вблизи сброса тёплых вод в Караколь водоём не замерзает полностью даже в самые холодные зимы.
Является особо охраняемой природной территорией Карагие-Каракольского государственного зоологического  заказника республиканского значения, созданного в 1986 году. Озеро также включено в число охраняемых орнитологических мест Казахстана. Является местом зимовки и отдыха десятков тысяч птиц. За год озеро Караколь посещает более 80 видов перелётных птиц: лебеди, беркуты и другие. На этом водно-болотном угодье в разные сезоны года обитает до 175 видов водоплавающих и околоводных птиц, в том числе 21 вид птиц, занесённых в Красную книгу Казахстана и Красную книгу государств-участников СНГ, а также в «Красный список угрожаемых видов» Международного союза охраны природы и природных ресурсов (МСОП): малый лебедь и лебедь-кликун, кудрявый и розовый пеликаны, жёлтая, египетская и малая белая цапли, розовый фламинго, филин, колпица, каравайка, черноголовый хохотун, орлан-белохвост и другие. В 1980-х годах на озере зимовало до 22-25 особей лебедя-шипуна.
Из-за отсутствия необходимого контроля озеро превращается в свалку промышленных и бытовых отходов. Иногда птиц стреляют браконьеры.

## Фламинго на Караколе

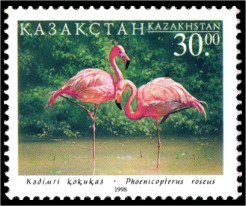
розовый фламинго|Розовые фламинго (Phoenicopterus roseus) на почтовой марке Казахстана. 1998

Впервые на Караколе розовые фламинго (Phoenicopterus roseus) были отмечены осенью 1970 года. В последующие годы они стали каждый год останавливаться весной и осенью на Караколе. Весной появляются в конце февраля — начале марта двумя обособленными группами примерно по 50 и 200 птиц и держатся до конца апреля — начала мая, а иногда и значительно позже, отлёт — в конце ноября — начале декабря. Весной 1980 года здесь было около 1,5 тысяч птиц, в 1981 — несколько больше, а в 1982 — около 15 тысяч птиц. В светлое время суток фламинго используют для кормёжки также другой сор площадью около 24 га, затопленный с 1980 года, расположенный между ТЭЦ-1 и хозяйством Дорстроя. В ноябре 2020 года на озеро залетела стая из сотен розовых фламинго, по пути с озера Тенгиз или Кургальджин в Хазарский заповедник в Туркменистане и далее в Ирак.